# 拉莫施

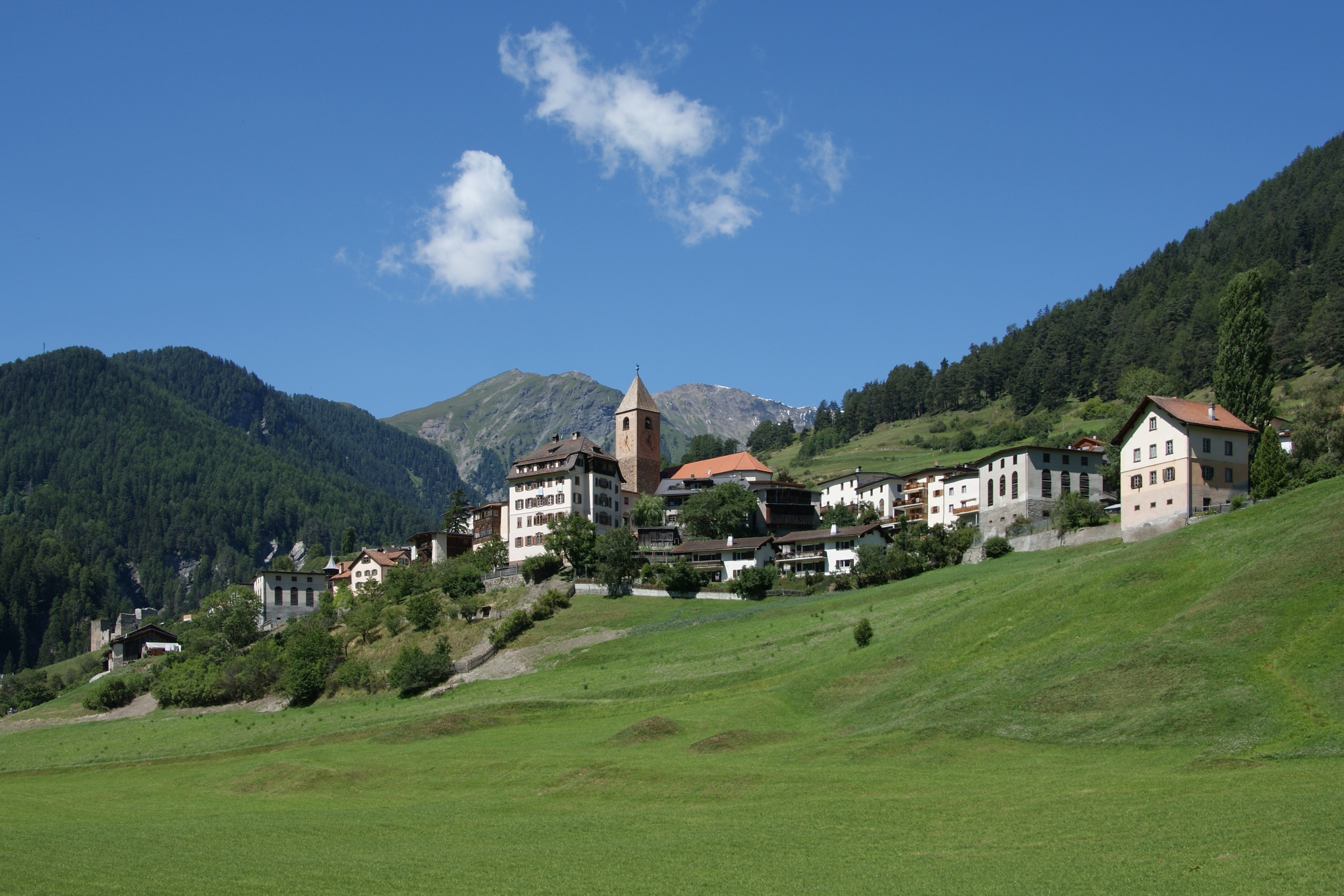

拉莫施是瑞士的城鎮，位於該國東部，由格勞賓登州負責管轄，面積84.08平方公里，海拔高度1,236米，2011年人口483，八成半居民使用羅曼什語，人口密度每平方公里6人。